# Bloodline (ER)
Bloodline is de eerste aflevering van het dertiende seizoen van de televisieserie ER, die voor het eerst werd uitgezonden op 21 september 2006.

## Verhaal
Deze aflevering is het vervolg op de aflevering 21 Guns.
Het personeel van de SEH is druk bezig met het verwerken van de schietpartij. Dr. Weaver vindt dr. Lockhart bewusteloos op de grond en dr. Kovac vastgebonden aan een bed. De verwondingen van dr. Lockhart zorgen ervoor dat zij vroegtijdige weeën krijgt en vanwege de kans dat de placenta scheurt, moet zij bevallen. Zij wordt met spoed naar de operatiekamer gebracht voor een keizersnede en de baby wordt nu tweeënhalve maand te vroeg geboren. Na de operatie blijft haar baarmoeder bloeden en Dr. Coburn ziet geen andere oplossing dan een hysterectomie uit te voeren. 
Markovic is tijdens de schietpartij geraakt door een rondvliegende kogel. Zijn hart is hierdoor geraakt en moet met spoed geopereerd worden. De operatie is succesvol dankzij de inspanningen van dr. Rasgotra en dr. Dubenko.
Taggart en haar zoon Alex worden nog steeds onder dwang van haar ex-man Steve en zijn partners meegenomen naar een verlaten pakhuis. Dan schiet ineens Steve zijn partners dood, deze wilde Taggart en haar zoon dumpen. Hij vertelt Taggart dat hij zijn leven verder wil doorbrengen met haar en hun zoon. Die nacht brengen zij samen door en hij verkracht Taggart. Nadat hij in slaap is gevallen, besluit Taggart dat dit de druppel was en schiet hem dood in zijn slaap. 

## Rolverdeling

### Hoofdrollen
- Goran Višnjić - Dr. Luka Kovac
- Maura Tierney - Dr. Abby Lockhart
- Mekhi Phifer - Dr. Gregory Pratt
- Parminder Nagra - Dr. Neela Rasgrota
- Shane West - Dr. Ray Barnett
- Scott Grimes - Dr. Archie Morris
- Laura Innes - Dr. Kerry Weaver
- Leland Orser - Dr. Dr. Lucien Dubenko
- Amy Aquino - Dr. Janet Coburn
- Maury Sterling - Dr. Nelson
- Linda Cardellini - verpleegster Samantha Taggart
- Dominic Janes - Alex Taggart
- Laura Cerón - verpleegster Chuny Marquez
- Yvette Freeman - verpleegster Haleh Adams
- Dinah Lenney - verpleegster Shilrey
- Abraham Benrubi - Jerry Markovic
- Troy Evans - Frank Martin

### Gastrollen (selectie)
- Garret Dillahunt - Steve Curtis
- Natasha Gregson Wagner - Mary Warner
- Michael Weston - Rafe Hendricks
- Estelle Harris - Mrs. Markovic
- Skyler Gisondo - Timmy Jankowski
- Perry Anzilotti - Perry
- David Girolmo - Gaines